# Joliet (Montana)
Pour les articles homonymes, voir Joliet.
Joliet est une municipalité américaine située dans le comté de Carbon au Montana. Selon le recensement de 2010, sa population est de 595 habitants. La municipalité s'étend sur 0,30 mille carré (0,78 km2).
En 1892, la localité n'est qu'un point d'envoi de produits agricoles du Rocky Ford & Cooke City Railway. Une bourgade est fondée autour de cette gare en 1899 et prend le nom de Joliet en référence à la ville de l'Illinois.